# Gefreiter

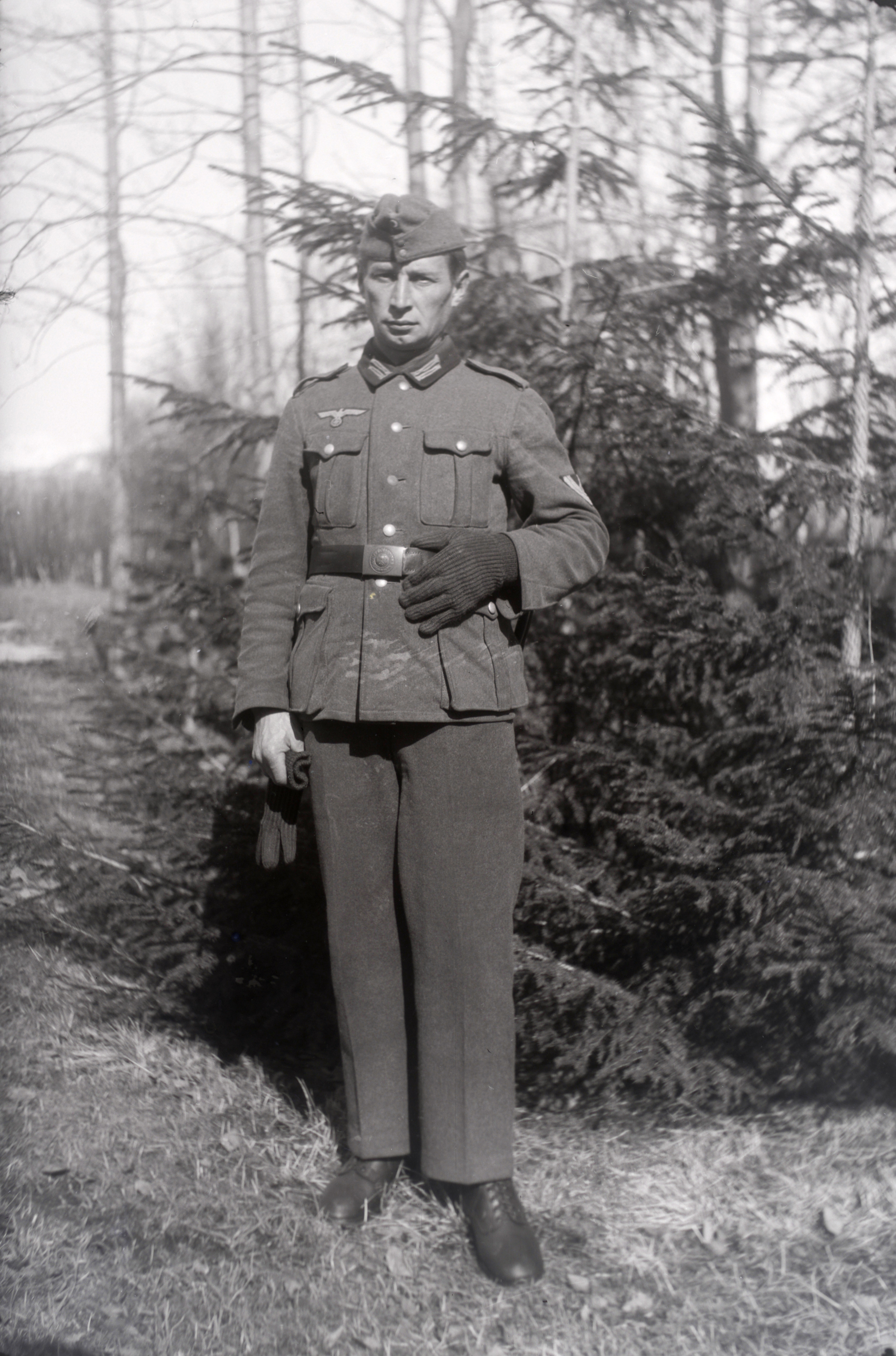
Gefreiter van de Wehrmacht tijdens de Tweede Wereldoorlog

Een Gefreiter is een Duitse, Zwitserse en Oostenrijkse militaire rang.
De militaire rang van Gefreiter (ook Gefreite) ontstond in het 16e-eeuwse Europa voor het voetvolk in Duitse dienst, dat voornamelijk bestond uit Duitse en Zwitserse huurlingen, piekeniers en andere ondersteunende infanteriesoldaten. De meer ervaren en betrouwbare soldaten werden benoemd tot 'gefreyten Knechten' en werden op het slagveld op belangrijkere posities geplaatst. Ze werden in het algemeen vrijgesteld van bewakingstaken.
Sinds de krijgsmachten meer zijn gestandaardiseerd is Gefreiter in Duitsland, Zwitserland en Oostenrijk de eerste rang boven die van soldaat, vlieger, of matroos. Binnen de functieschaal van de NAVO heeft deze rang code OR-2. De Bundeswehr kent ook de hogere rangen van Obergefreiter, Hauptgefreiter, Stabsgefreiter en Oberstabsgefreiter (OR-3/4); vergelijkbaar met de Nederlandse rang van korporaal.
In de Russische krijgsmacht kent men bij een aantal onderdelen de rang van Yefreytor (Russisch: Ефрейтор). Dit is een leenwoord uit het Duits.